# Docirava postochrea
Docirava postochrea är en fjärilsart som beskrevs av George Francis Hampson 1893. Docirava postochrea ingår i släktet Docirava och familjen mätare. Inga underarter finns listade i Catalogue of Life.